# Döbberin
Döbberin ist ein Ort im Landkreis Märkisch-Oderland in Brandenburg und gehört seit dem 31. Dezember 1997 zur Gemeinde Zeschdorf.

## Geschichte
Döbberin ist ein Straßenangerdorf. Im Jahr 1405 erstmals urkundlich erwähnt, war es 1411 eine der ersten Besitzungen des Kartäuserklosters Frankfurt (Oder) und ab 1506 im Besitz der Universität Viadrina in Frankfurt (Oder).

### Einwohnerentwicklung
| Jahr          | 1875 | 1890 | 1910 | 1925 | 1933 | 1939 | 1946 | 1964 | 1989 | 1995 | 1996 |
| Einwohnerzahl | 303  | 269  | 230  | 224  | 209  | 184  | 215  | 316  | 180  | 156  | 166  |

## Sehenswürdigkeiten
Die Dorfkirche Döbberin ist ein romanisierter Backsteinbau, dessen Kirchenschiff auf einen mittelalterlichen Kern zurückgeht. Der quadratische Westturm mit spitzem Turmdach stammt in der vorhandenen Form aus dem Jahr 1779. Die heutige Form und Gestaltung des Kirchbaus resultiert aus den letzten Arbeiten am Gebäude im Jahr 1905. Das Gebäude wurde im Jahr 2004 behutsam saniert. Das Kirchengebäude befindet sich inmitten des alten Gemeindefriedhofs, auf dem sich noch Grabsteine aus dem 17. Jahrhundert befinden.